# Something Wicca This Way Comes
Something Wicca This Way Comes es el primer episodio de la serie de televisión Charmed, que se emitió en The WB el 7 de octubre de 1998. Este es el segundo y único piloto emitido para la serie. El piloto original nunca llegó al aire y se rodó en la mansión que se muestra en la serie. 
Después de que Lori Rom dejara Charmed, el productor ejecutivo Aaron Spelling le pidió a Alyssa Milano, a quien conocía de Melrose Place, que fuera su reemplazo y que la serie se rodará fuera a un estudio de sonido. 
«Something Wicca This Way Comes» fue el episodio más visto de Charmed en la toda la serie. Fue visto por 7.7 millones de espectadores y rompió el récord por el episodio de estreno con la audiencia más alta en los tres años de historia de The WB. El nombre de este episodio es un juego de palabras de Macbeth de Shakespeare: «Por el pinchazo de mis pulgares, algo extraño se aproxima».

## Trama
Las tres hermanas vuelven a estar juntas después de que falleciera Penelope, su abuela. Phoebe Halliwell regresa de Nueva York, donde ha estado trabajando, para quedarse a vivir con sus hermanas, Prudence Prue Halliwell y Piper Halliwell, en la casa de las tres en San Francisco. Esto provoca el enfado de Prue, que no se lleva muy bien con Phoebe. Poco a poco empiezan a notar que en la casa ocurren cosas extrañas. Las hermanas juegan con una ouija que se encontraba en la mansión y que tenía un mensaje escrito:
"A mis tres hermosas niñas. Ojalá esto les dé la luz para hallar las sombras. 
El poder de las tres nos liberara. Con cariño, Mami."
La puerta del ático, que nunca habían podido abrir, finalmente se abre y dentro de él descubren un extraño libro, el Libro de las Sombras. En ese libro, se encuentran descripciones de demonios, advertencias sobre ellos e incluso hechizos para destruirlos. Phoebe lee en él un conjuro para llamar a los poderes de las brujas, sin saber lo que eso significa. Dicho hechizo rezaba:
"Escucha ahora las palabras de las brujas,  los secretos que escondemos en la noche,  los dioses más antiguos son invocados aquí,  la gran obra de la magia está presente.
En esta noche y a esta hora,  llamo al antiguo poder. Brinda tus poderes a las tres hermanas.
Queremos el poder, danos el poder."
Las Halliwell quedan perplejas. Todo parece indicar que son brujas y que su madre y su abuela también lo eran. Prue se niega a creer tal locura. Poco a poco, las tres hermanas irán descubriendo sus poderes; Prue la telekinesis, Piper congelar el tiempo y Phoebe la visión del futuro por medio de premoniciones, lo que provocará que las tres acepten lo que son y utilicen sus mágicos poderes para lo que se les fueron concedidos: proteger a los inocentes de todo tipo de peligros. Además Jeremy el novio de Piper resulta ser un hechicero que se quiere hacer con sus poderes y los de sus hermanas por lo que ellas acaban con él, siendo ésta su primera batalla contra el mal.